# 1367 км (зупинний пункт)
Платформа 1367 км — пасажирський залізничний зупинний пункт Кримської дирекції Придніпровської залізниці на електрифікованій лінії Федорівка — Джанкой між станціями Солоне Озеро (16 км) та Джанкой (4 км). Розташований неподалік села Тархан-Сунак Джанкойського району АР Крим.

## Пасажирське сполучення
На зупинному пункті Платформа 1367 км зупиняються приміські електропоїзди сполученням Сімферополь / Євпаторія — Солоне Озеро.